# Dresden (Film)
Dresden (Alternativtitel: Dresden – das Inferno) ist ein Fernsehfilm aus dem Jahr 2006, in dem historisch gesicherte Fakten der Luftangriffe auf Dresden im Februar 1945 mit einer fiktiven Geschichte verknüpft wurden.
Der Film wurde in zwei Teilen am 5. und 6. März 2006 im ZDF das erste Mal gesendet. Die Senderechte wurden an Sender in mehreren Ländern, wie den Vereinigten Staaten, dem Vereinigten Königreich, Frankreich, Spanien, Italien, Japan, Polen, Griechenland, Kroatien, Serbien, Thailand und dem Special Broadcasting Service in Australien verkauft.
Es existiert auch eine einteilige Fassung von 145 Minuten Länge (Kinofassung), die am 5. Mai 2010 erstmals ausgestrahlt wurde.

## Handlung
Die Dresdner Krankenschwester Anna Mauth, die sich dem Chirurgen Alexander Wenninger versprochen hat, verliebt sich in Robert Newman, einen abgeschossenen britischen Bomberpiloten, der in dem Krankenhaus, in dem sie arbeitet, Zuflucht gesucht hat.
Annas Vater, der Direktor des Krankenhauses, stiehlt eine größere Menge Morphium, das für die Versorgung der Verwundeten gedacht ist, um mit dem Erlös daraus seine neue Privatpraxis in der Schweiz zu finanzieren. Wenninger weiß von der Tat und unterstützt ihn, wenn auch mit schlechtem Gewissen.
Wegen des Bombenangriffes auf Dresden scheitert die Flucht von Annas Familie aus Dresden; Anna, Robert und Wenninger erleben gemeinsam den Feuersturm. Im Epilog erzählt Anna, dass Robert kurz nach Kriegsende, vor der Geburt der gemeinsamen Tochter, bei einem Flugzeugabsturz über der Nordsee stirbt.
Der Film endet mit Originalaufnahmen der Wiederweihe der Dresdner Frauenkirche.

## Dreharbeiten

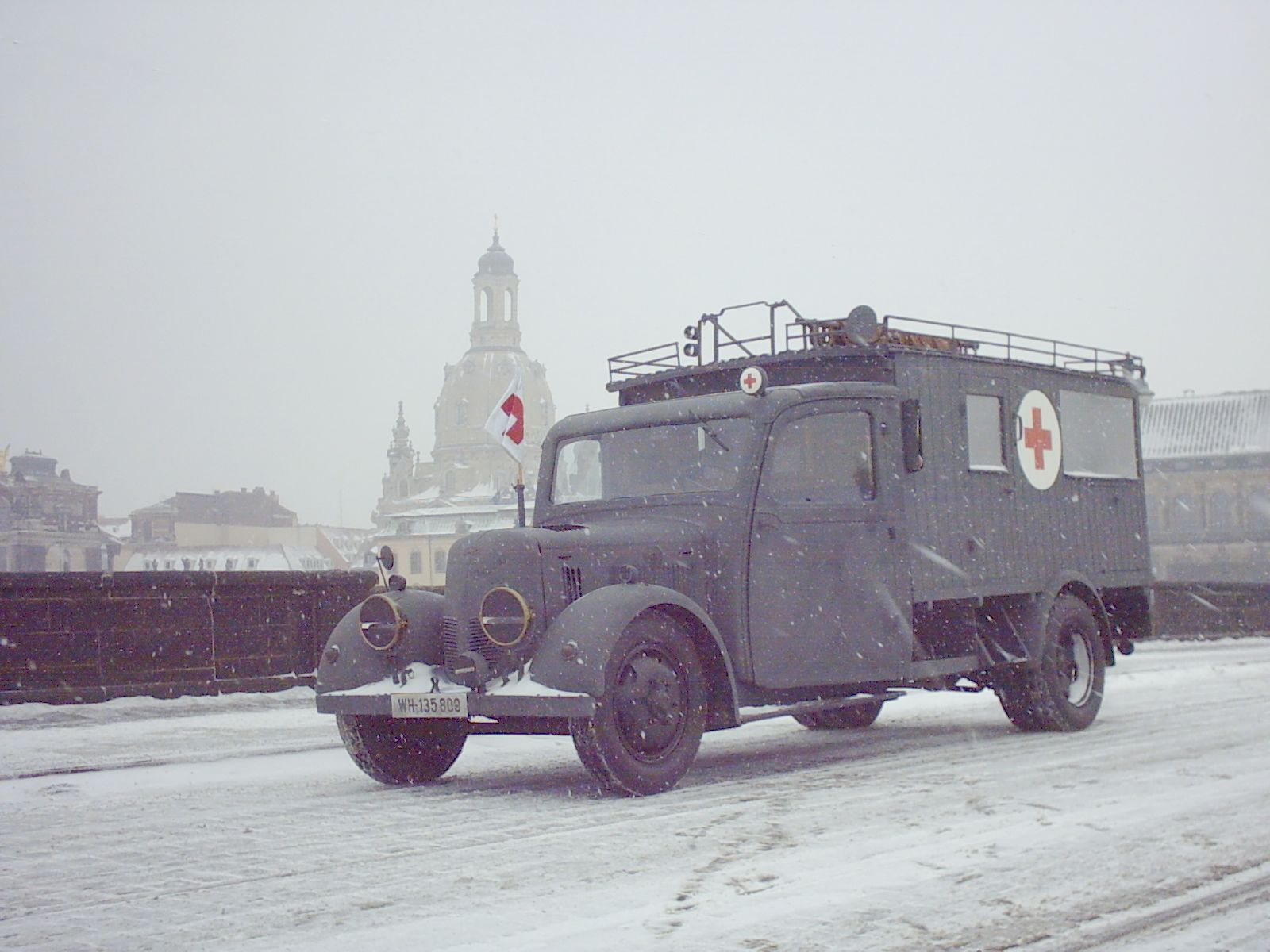
Der Feuerwehrverein Possendorf hatte für die Dreharbeiten seinen Phänomen Granit 30 (Baujahr 1939) zum Sanitätswagen grau umlackiert.

Ursprünglicher Titel des Films war Der Brand. Die Dreharbeiten, die 2005 zunächst in der Dresdner Neustadt, am Bahnhof Neustadt und an anderen Dresdner Orten wie dem Theaterplatz und am Fürstenzug begannen, wurden in Chemnitz und im ehemaligen Parkkrankenhaus Leipzig-Dösen sowie auf einem Industriegelände in Köln fortgesetzt, um in Außenstudios größere Feuerszenarien, wie den Feuersturm, nachstellen zu können.

## Einschaltquoten
| Datum        | Zuschauer  | Zuschauer       | Marktanteil | Marktanteil     | Quellen |
| Datum        | Gesamt     | 14 bis 49 Jahre | Marktanteil | Marktanteil     | Quellen |
| Datum        | Gesamt     | 14 bis 49 Jahre | Gesamt      | 14 bis 49 Jahre | Quellen |
| ------------ | ---------- | --------------- | ----------- | --------------- | ------- |
| 5. März 2006 | 12,68 Mio. | 4,44 Mio.       | 32,6 %      | 25,9 %          | [ 2 ]   |
| 6. März 2006 | 11,25 Mio. | 3,92 Mio.       | 31,2 %      | 25,9 %          | [ 3 ]   |

## Auszeichnungen
- 2006: Deutscher Fernsehpreis in der Kategorie Bester Fernsehfilm/Mehrteiler
- 2007: Jupiter in der Kategorie Bester TV-Spielfilm